# Kuiperbältet
För andra betydelser, se Kuiper (olika betydelser).

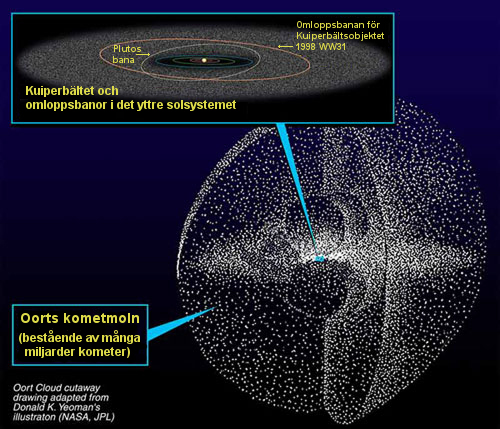
En konstnärs version av Kuiperbältet och Oorts kometmoln.

Kuiperbältet eller Edgeworth-Kuiperbältet är ett bälte av en stor mängd små himlakroppar i banor runt solen, som är beläget bortom Neptunus bana och 20 astronomiska enheter utåt. Det har uppskattats att det finns åtminstone 70 000 så kallade transneptuner (TNO) med en diameter större än 100 kilometer i detta bälte, men mestadels består det av mindre asteroider. 
Dvärgplaneten Pluto, upptäckt 1930, ingår i Kuiperbältet. År 2005 upptäckte man dvärgplaneten Eris, och då man inledningsvis trodde att denna var större än Pluto uppstod en debatt om vad definitionen av en planet är. Som ett resultat av detta omklassificerade IAU Pluto från planet till dvärgplanet i augusti 2006.
Moderna datorsimuleringar visar att Jupiter kan ha varit med och bildat Kuiperbältet.[källa behövs]

## Upptäckten av Kuiperbältet
Kuiperbältet existens förutspåddes av den irländske astronomen Kenneth Edgeworth(en) (1880–1972) år 1943 samt av Gerard Kuiper år 1951, baserat på idéer om en skiva av material med en större utsträckning än huvudplaneternas banomfång som ursprung för planeter och småplaneter. Kuiper antog dock att sedan solsystemet bildades hade Pluto genom sin gravitation till stor del rensat området på detta material. Han grundade sitt antagande dels på att Clyde Tombaugh, som upptäckte Pluto 1930, trots idogt sökande inte hittat någon annan himlakropp i solsystemet utanför Neptunus, dels på att man vid den tiden kraftigt överskattade Plutos massa. Kuiper förmodade alltså att det idag inte längre fanns något "Kuiperbälte". Edgeworth trodde dock att bältet fortfarande existerade och kunde vara upphov till en del kometer i de inre delarna av solsystemet. Det skulle visa sig att Edgeworth hade rätt. Sedan 1992 har astronomer påbörjat upptäckt och kartläggning av tusentals objekt i Kuiperbältet.

Klassning efter resonanser i omloppsbanan

### Olika klasser
Man brukar dela in Kuiperbältets objekt i tre klasser:
- Cubewano
- Plutino
- Twotino

### Upptäckter hittills
Över 1000 kuiperbältsobjekt har upptäckts sedan 1992. Fram till år 2000 var Pluto och Charon överlägsna i storlek jämfört med de andra upptäckta objekten, men detta år upptäckte man Quaoar, som är ungefär hälften så stor som Pluto. De senaste åren har det upptäckts ännu större objekt; bland annat har Makemake och Haumea båda ungefär 2/3 av Plutos storlek. Även flera mindre objekt på ungefär 1 000 kilometer har upptäckts. År 2005 upptäckte man i Kuiperbältet dvärgplaneten Eris, vilken man fram till 2015 trodde var större än Pluto. Tidigare trodde man också att Sedna var större än Pluto. Nu vet man dock att den är ungefär 1 800 km i diameter.
Även Neptunus måne Triton kan vara ett infångat kuiperbältsobjekt.

## Rymdsonder
Den enda rymdfarkost som har passerat något kuiperbältsobjekt är New Horizons (ingen annan rymdsond är på väg att passera minst före år 2030). Efter att den passerat Pluto fortsätter den ännu längre in i Kuiperbältet. Man letade efter kuiperobjekt i storlek mellan 50 och 100 km i diameter som ligger så nära New Horizons planerade bana som möjligt och hittade Arrokoth som passerades av New Horizons den 1 januari 2019.

## Extrasolära bälten av Kuipertyp
Fram till 2006 hade astronomer lyckats urskilja cirkumstellära skivor som tros ha kuiperbältsliknande struktur kring nio stjärnor utöver solen. De flesta av dessa kända fragmentskivor runt andra stjärnor är förhållandevis unga, men de senast upptäckta är gamla nog att ha etablerat en stabil tillvaro. Utöver detta har 15–20 procent av stjärnor liknande vår sol uppvisat infraröd excess, vilket tros peka på massiva strukturer av kollisionsspillror.